# Laloides phalaris
Laloides phalaris là một loài ruồi trong họ Asilidae. Laloides phalaris được Osten-Sacken miêu tả năm 1882. Loài này phân bố ở miền Ấn Độ - Mã Lai.